# Victor Ferraz
Victor Ferraz Macedo (João Pessoa, 14 gennaio 1988) è un calciatore brasiliano, difensore del Serra Branca.

## Caratteristiche tecniche
È un terzino destro.